# Millvina Dean
Millvina Dean (1912. február 2. – 2009. május 31.) az 1912. április 15-én elsüllyedt Titanic legtovább élt túlélője volt. Két hónapos volt, mikor a Titanicon utazott a hajó legfiatalabb utasaként.

## Család
Elizabeth Gladys Millvina Dean Londonban született, szülei Bertram Frank és Georgette Eva Light. Volt egy bátyja, Bertram Vere Dean (1910-1992). Millvina sosem ment férjhez és nem születtek gyermekei.

## A hajóút
Millvina Dean szülei elhatározták, hogy elhagyják Angliát és Wichitába (Kansas) mennek, ahol apja családja élt, és ott dohányboltot akartak nyitni. A család nem hitte, hogy felszállhat a Titanicra, de végül egy szénsztrájknak köszönhetően elvitték őket a hajóhoz, és harmadosztályú utasként fedélzetre szálltak Southamptonban. Millvina alig két hónapos volt, mikor a hajóra vitték. 1912. április 14-én éjjel apja érezte, amikor a hajó egy jéghegynek ütközött. Utánajárt a történteknek, majd visszatért a kabinjukba, szólt feleségének, hogy öltöztesse fel a gyerekeket, és menjenek a fedélzetre. Millvina, a bátyja és az anyjuk a 10-es számú mentőhajóba került, és az elsők között voltak a fedélközben utazók közül, akik megmenekültek az óceánjáróról. Édesapjuk azonban nem élte túl, és a testét, ha meg is találták, nem sikerült azonosítani.

## Visszatérés Angliába
Dean édesanyja eleinte a korábbi tervnek megfelelően folytatni akarta útjukat Kansas felé, hogy beteljesítse férje vágyát, és új életet kezdjenek az Amerikai Egyesült Államokban. Azonban miután férje elvesztése után egyedül maradt a két kis gyermekkel, akikre vigyáznia kellett, inkább visszatértek Angliába az RMS Adriatic fedélzetén. Hajóraszállása rendkívül figyelemfelkeltő volt. A Daily Mirror egy cikkében így írt erről a megpróbáltatásról:
Ő volt a járat kedvence az út során, és olyan élénk versengés folyt a nők között, hogy az emberi természetnek erről a szeretetreméltó példányáról gondoskodjanak, hogy az egyik tiszt azt a döntést hozta, hogy az első és másodosztály utasai felváltva maximum tíz percig foglalhatják le őt.

## Iskolák, munkahelyek
Millvinát és bátyját nagyrészt nyugdíjalapok támogatásával nevelték fel. Southhamptoni iskolákban tanultak, mint például a The Gregg iskola. Egészen nyolcéves koráig, amíg édesanyja még újraházasodást tervezett, Millvina nem is tudta, hogy a Titanic utasa volt.
Millvina a brit kormánynak dolgozott a II. világháború alatt, később pedig egy helyi műszaki gyár beszerzőjeként. Voltak egyéb állásai is, mint például térképész, titkárnő vagy egy trafik eladója.

## A család halála
Millvina édesanyja 1975. szeptember 16-án, 96 évesen halt meg. Bátyja, Bertram, 1992. április 14-én, 81 éves korában halt meg, pontosan 80 évvel azután, hogy a Titanic jéghegynek ütközött.

## Későbbi évek
Millvina Dean életének hetvenes éveiben kezdett érdeklődni a Titanickal kapcsolatos események iránt. Az évek során számos rendezvényen, kiállításon, dokumentumfilmben, televíziós és rádiós interjúkban vett részt, illetve személyes levelezéseket is folytatott. 1998-ban utazott az Amerikai Egyesült Államokba, hogy részt vegyen egy Titanic rendezvényen Springfieldben (Massachusetts, majd 1999-ben Montréalban is. Tervei szerint 2006-ban is részt vett volna a Titanicon történtek 94. évfordulójának megemlékezésén, de egy csípőtörés megakadályozta ebben.
2007 októberében ő lett a Titanic utolsó élő túlélője, miután Barbara West Dainton 96 évesen Angliában elhunyt.

## Ki vagy, doki?
2007 decemberében Dean bírálta a BBC-t, mert az állítólag gúnyt űzött a tragédiából a Ki vagy, doki? című televíziós sci-fi sorozat karácsonyi különkiadásában (Voyage of the Damned), bár maga Dean nem látta a műsort. Szanatóriumából nyilatkozta: „A Titanic egy szörnyű tragédia volt, ami nagyon sok családott zúzott szét. Én elvesztettem az apámat, ott fekszik a roncsok között. Szerintem tiszteletlenség humort csinálni egy ilyen tragédiából.” A műsor szóvivője így reagált: ”Semmiféle sérelem nem történt. A Voyage of the Damned című műsor egy Titanic nevű űrhajóról, és nem egy hajóról szólt.”

## Betegsége és halála
2008. áprilisban Millvina elfogadott egy meghívást, hogy a hajó elsüllyedésének 96. évfordulóján egy southamptoni megemlékezésen beszédet tartson, de légzőszervi fertőzés okozta rossz egészségi állapota miatt részvételét törölnie kellett.
2008. decemberben 96 évesen Dean több családi tulajdonát kényszerült eladni, hogy csípőtörés miatt szükséges orvosi kezelések költségeit fedezni tudja. Eme családi javak között volt egy levél is, amit a Titanic Segélyszervezet küldött az édesanyjának és egy bőrönd, amit ő és édesanyja kaptak New Yorkban a Titanic elsüllyedése után. Ezek értéke kb. 32 ezer font volt. 2009 februárjában bejelentette, hogy további tárgyakat fog eladni a növekvő orvosi költségek miatt, melyek állítása szerint havi 3 ezer fontra rúgtak.
A 97 éves Millvina Dean tüdőgyulladás miatt hunyt el 2009. május 31-én reggel, a Titanic vízrebocsátásának 98. évfordulóján, egy idősek otthonában Ashurstban, Hampshireben. Egy héttel azelőtt került kórházba.

## A Millvina Alapítvány
Millvina egyre növekvő orvosi költségeire válaszul 2009. áprilisban Belfastban létrejött a Millvina Alapítvány, melyet brit és nemzetközi Titianic társaságok alapítottak azzal a kizárólagos céllal, hogy Dean ápolásának költségeit fedezni tudják. Az Alapítványnak egy ír szerző és kampányújságíró, Don Mullan nagy reklámot csinált nemzetközi Nokia fotókiállításán, melyet A Thousand Reasons for Living (Ezer ok az életre) címmel rendeztek meg Millvina portréjának részvételével 2009. április 22-én Dublinban. Mullan bemutatott egy képet Dean kezéről, amint egy Titanic autogramgyűjtőnek írt alá egy lapot, amiből csak korlátozott példányszámban, 100 darab képet készített. A képeket 500 euró értékű kiadványként készítette el, majd felkérte a Titanic című film rendezőjét és főszereplőit, - James Cameront, Leonardo DiCapriót, Kate Winsletet, a filmzenét éneklő Celine Diont, valamint a Sony Music, 20th Century Fox és Paramount Pictures társaságokat - hogy elcserélje ezeket velük ebben az értékben Millvina számláinak fedezésére. DiCaprio és Kate Winslet nyitotta a sort egy 20 ezer dollár értékű közös támogatással. James Cameron és Celine Dion egyenként 10-10 ezer dollárral támogatta őt.